# Santa-Klasse (1950)
Die Santa-Klasse war eine Baureihe von sechs Motorschiffen der Reederei Hamburg Süd. Die zwischen 1951 und 1953 in Dienst gestellten Schiffe waren die ersten Hamburg-Süd-Linienschiffe nach dem Krieg. Die Schiffsklasse bestand aus zwei unterschiedlich großen Schiffstypen von Kombischiffen.

## Geschichte
Im Januar 1950, unmittelbar nach dem Fall der Beschränkungen des Baus von Seeschiffen durch das Potsdamer Abkommen bestellte die Reederei Hamburg-Südamerikanische Dampfschiffahrts-Gesellschaft Eggert & Amsinck die ersten vier Schiffe der Santa-Klasse bei den Hamburger Howaldtswerken. Diese vier Schiffe, die Santa Ursula, Santa Elena, Santa Catarina und Santa Isabel, stellten die ersten Nachkriegsneubauten von Linienfrachtschiffen nach den Bestimmungen des im November 1949 vereinbarten Petersberger Abkommens dar. Schiffbaulich waren die ersten vier Einheiten nahezu baugleiche Nachbauten der Vorkriegsfrachtschiffe der Belgrano-Klasse des Südamerikadienstes, die zusätzlich mit Passagiereinrichtungen versehen worden waren. 
Die Schiffe, deren Einrichtung vom Schiffsarchitekten Cäsar Pinnau entworfen wurde, konnten zwischen Mai 1951 und Januar 1952, nur 15 Monate nach der Order, übernommen werden. Das erste Schiff der Klasse, die Santa Ursula, war das erste nach dem Krieg in Hamburg neugebaute Schiff der Hamburg Süd und das größte Schiff der neuentstehenden deutschen Handelsflotte. Bei ihrem Stapellauf sprach Bürgermeister Max Brauer persönlich, um den Hoffnungen, die die Hamburger im Hinblick das Wiederaufleben des Hafens als Knotenpunkt des weltweiten Seehandels verknüpften, Ausdruck zu verleihen. Am 5. April trat die Santa Ursula unter dem Kommando von Kapitän Sander ihre Jungfernreise nach Südamerika an.
Nach den guten Erfahrungen, die mit den ersten vier Schiffen gesammelt wurden, bestellte die Hamburg Süd zwei Schiffe eines technisch weiterentwickelten und vergrößerten Schiffstyps bei den Hamburger Howaldtswerken. Auch diese Schiffe wurden von Cäsar Pinnau gestaltet, der hier auch für den, als New Look bekannt gewordenen, charakteristisch stromlinienförmigen Aufbau verantwortlich zeichnete. Die Santa Teresa kam im Januar 1953, auf den Tag ein Jahr nach der letzten Ablieferung der Santa-Klasse zur Ablieferung, die Santa Inés folgte im März 1953. Für die Hamburg Süd waren es die letzten Schiffe mit mehr als zwölf Passagierplätzen.
Eingesetzt wurde die Santa-Klasse auf der Route Hamburg, Bremen, Amsterdam, Antwerpen, Recife, Salvador, Rio de Janeiro, Santos, Montevideo, Buenos Aires und zurück. Eine Rundreise dauerte etwa 100 Tage.
Die beiden letztgebauten Schiffe, Santa Teresa und Santa Inés liefen nur bis zum Sommer 1961 bei der Hamburg Süd und wurden dann als Rustom nach Bangladesch und Ocean Energy nach Pakistan verkauft. Die kleineren vier Schiffe blieben noch länger in der Hamburg-Süd-Flotte. 1964 wurden die Santa Ursula und Santa Elena als Angol und Austrac nach Chile verkauft. Die 1959 unter Rudolf A. Oetker-Flagge in Cap Salinas umbenannte Santa Catarina wurde 1965 als Kalimnos an Griechenland abgegeben. Als letztes Schiff der Klasse wurde die Santa Isabel 1968 nach Uruguay veräußert und behielt ihren Namen bei. In den 1970er und frühen 1980er Jahren wurden die Schiffe verschrottet.

## Die Schiffe
| Schiffsname    | Bau- nummer | IMO-Nummer | Stapellauf         | Ablieferung      | Umbenennungen und Verbleib |
| -------------- | ----------- | ---------- | ------------------ | ---------------- | --- |
| Santa Ursula   | 866         | 5312953    | 16. Dezember 1950  | 24. März 1951    | 1964 Angol, 1969 Bright Sky, 1977 Pappis P., 1979 Alexi H., am 15. November 1981 in Bandar Abbas in Brand geraten und am 21. Dezember 1981 zum Abbruch bei der Sri Sai Baba Shipbreaking Company in Bombay eingetroffen |
| Santa Elena    | 867         | keine      | 17. Februar 1951   | 15. Mai 1951     | 1964 Austral, am 2. Januar 1967 auf einer Reise von Callao nach Rio de Janeiro in Santos ausgebrannt und gesunken, ab März 1968 bei Wladimir Grieves in Santos verschrottet |
| Santa Catarina | 870         | 5060768    | 28. Juli 1951      | 17. Oktober 1951 | 1959 Umbau zum Kühlschiff Cap Salinas, 1965 Kalimnos, 1975 Popi II, ab 9. November 1977 in Chalkis aufgelegt und ab 22. November 1979 bei Nan Long Steel & Iron Company in Kaohsiung abgebrochen |
| Santa Isabel   | 873         | 5312264    | 10. November 1951  | 24. Januar 1952  | 1962 Reederei-Schulschiff, 1968 Albur II, 1972 Baring, 1977 Eurosailor, am 24. Juli 1979 auf der Reise von Cartagena über Piräus nach Basrah vor Ayios Nikolaos in Brand geraten und vor Kreta aufgegeben, später in Schlepp genommen und am 25. Juli bei Milos auf Grund gesetzt, geborgen und am 9. August nach Piräus eingeschleppt und am Tag darauf ausgebrannt, vor Eleusis auf Reede gelegt und im Januar 1980 zum Totalverlust erklärt, September 1980 zum Abbruch verkauft und am 25. September 1980 im Schlepp des Tankers Vernicos Dimitrios in Tripoli zur Entladung eingetroffen, am 21. oder 22. November 1980 durch Schlechtwetter vertrieben, gestrandet und später in einen Wellenbrecher eingebaut |
| Santa Teresa   | 880         | 5302441    | 29. September 1952 | 22. Januar 1953  | 1961 Rustom, am 9. Mai 1980 zum Abbruch in Karachi eingetroffen und ab 8. November bei N. R. & Company in Gadani verschrottet |
| Santa Inés     | 881         | 5260306    | 14. Januar 1953    | 15. März 1953    | 1961 Ocean Energy, am 15. Mai 1980 zum Abbruch an Ahmad Shipbreaking Industries in Gadani verkauft |